# Bibliothèque de la Pléiade

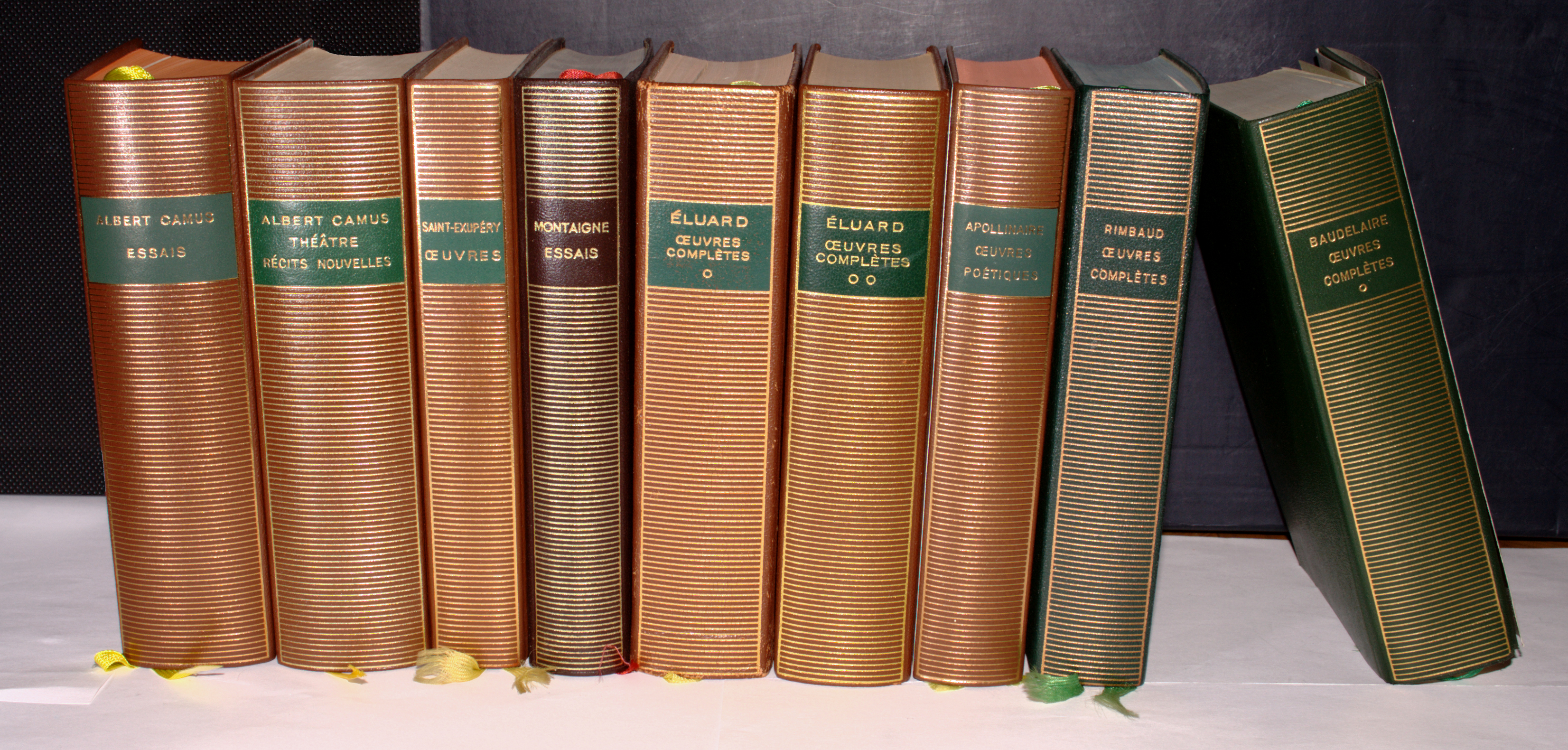
Một số tập của Tủ sách Pléiade.

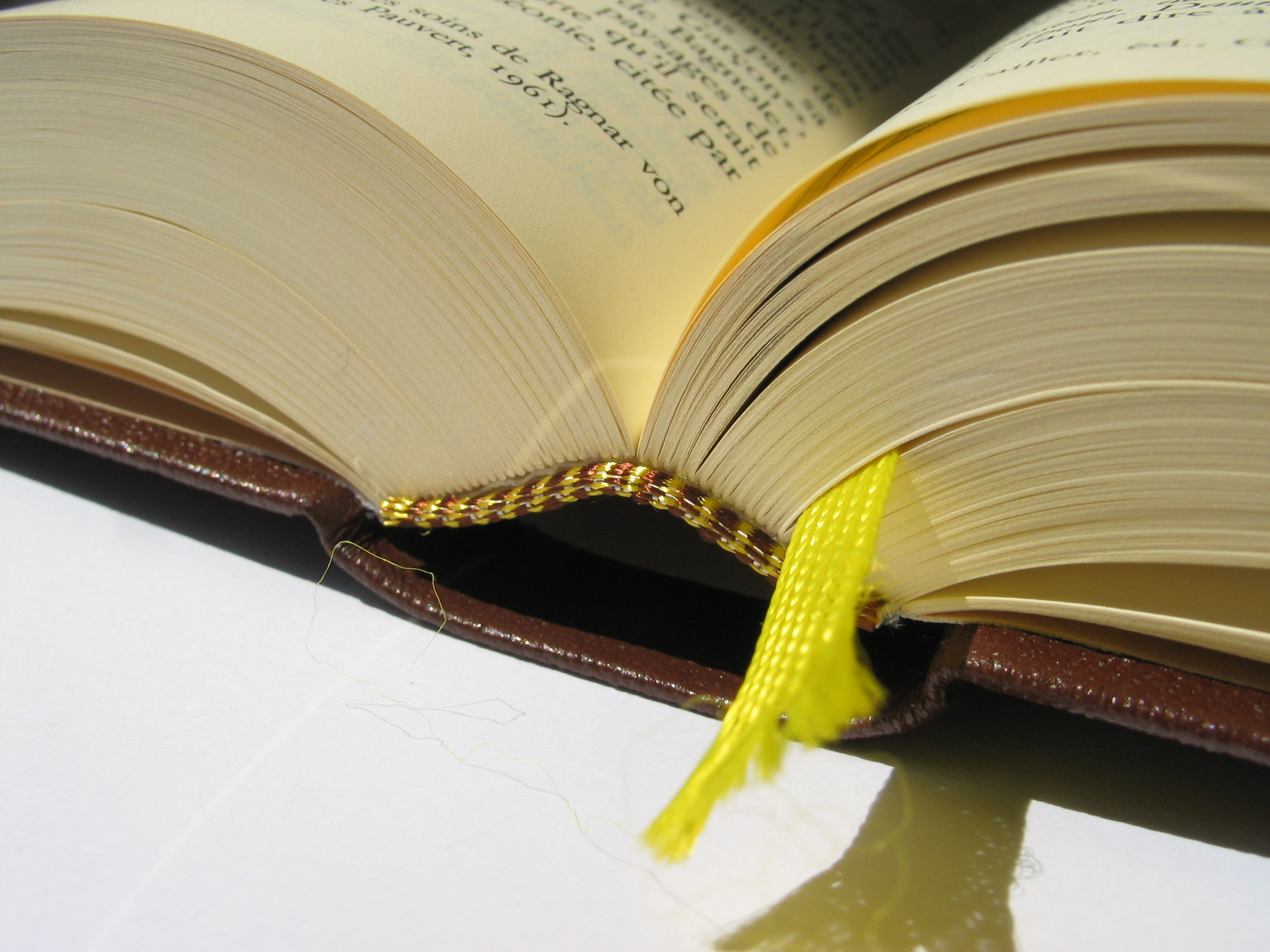
Chi tiết một ấn phẩm thuộc Tủ sách Pléiade.

Bibliothèque de la Pléiade (Tủ sách Pléiade) là một bộ sưu tập văn học của nhà xuất bản Pháp Gallimard. Bộ sưu tập này bao gồm các tác phẩm của những tác gia hàng đầu nước Pháp và thế giới, chúng được in trong các tập sách khổ nhỏ có bìa bọc da, chữ mạ vàng, giấy kinh thánh với nội dung trau chuốt và phần phụ lục, tham khảo được biên tập rất kĩ lưỡng. Có tác phẩm được chọn vào Tủ sách Pléiade thường được coi là một cách vinh danh đặc biệt đối với các tác gia. Cho đến nay Tủ sách Pléiade đã có trên 550 tập sách của 195 tác giả.

## Lịch sử
Năm 1931, một biên tập viên trẻ của nhà xuất bản La Pléiade/J. Schiffrin & Cie là Jacques Schiffrin đã đưa ra ý tưởng về một bộ sưu tập sách đặc biệt có tên Bibliothèque de la Pléiade nhằm mục đích in những tác phẩm của các tác gia kinh điển thành sách khổ bỏ túi. Tác gia đầu tiên được chọn vào Tủ sách là Baudelaire, tập sách đầu tiên của nhà thơ được xuất bản ngày 10 tháng 9 năm 1931. Ấn tượng vì thành công ban đầu của Schiffrin, André Gide và Jean Schlumberger, hai người sáng lập tờ Nouvelle Revue française (NRF), đã đưa Tủ sách này vào nhà xuất bản Gallimard. Tới năm 1953, Tủ sách Pléiade đạt được thành công vang dội với bộ tác phẩm của Antoine de Saint-Exupéry và từ năm 1960 thì biên tập viên của Pléaide quyết định mở rộng phạm vi của Tủ sách ra các tác phẩm nước ngoài. Tính cho cuối tới thập niên 2000, Tủ sách Pléiade đã xuất bản tác phẩm của 20 ngôn ngữ khác nhau trong đó có 22 tác gia Anh và 14 tác gia Nga, trung bình mỗi năm có khoảng 11 đầu sách mới được xuất bản.
Dưới đây là danh sách các đầu sách bán chạy nhất của Pléiade tính cho đến tháng 3 năm 2007.
| Tác gia                  | Đầu sách                                | Năm xuất bản | Số lượng |
| ------------------------ | --------------------------------------- | ------------ | -------- |
| Antoine de Saint-Exupéry | Œuvres                                  | 1953         | 340.000  |
| Marcel Proust            | À la recherche du temps perdu, tome I   | 1954         | 250.000  |
| Albert Camus             | Théâtre – Récits et Nouvelles           | 1962         | 218.000  |
| Marcel Proust            | À la recherche du temps perdu, tome II  | 1954         | 208.000  |
| Paul Verlaine            | Œuvres poétiques complètes              | 1938         | 207.000  |
| Marcel Proust            | À la recherche du temps perdu, tome III | 1957         | 198.000  |
| André Malraux            | Romans                                  | 1947         | 160.000  |
| Guillaume Apollinaire    | Œuvre poétique                          | 1956         | 143.000  |
| Blaise Pascal            | Œuvres complètes                        | 1936         | 135.000  |
| Lev Tolstoi              | Guerre et paix                          | 1945         | 134.000  |

## Hình thức tủ sách
Kể từ ngày ra đời, hình thức của mỗi đầu sách thuộc Tủ sách Pléiade đã được chú trọng đặc biệt. Khổ sách Pléiade thuộc loại bỏ túi 11 x 17,5 cm, giấy dùng để in sách là giấy kinh thánh loại 36 g/m², bìa sách được bọc da thật, ngoài bìa sách không có chữ mà chỉ có chữ in trên gáy sách được mạ vàng. Bìa sách có màu thay đổi ứng với giai đoạn ra đời của từng tác phẩm. Chữ in tiêu chuẩn của sách là kiểu Garamond cỡ 9.